# Delphi Showpalast

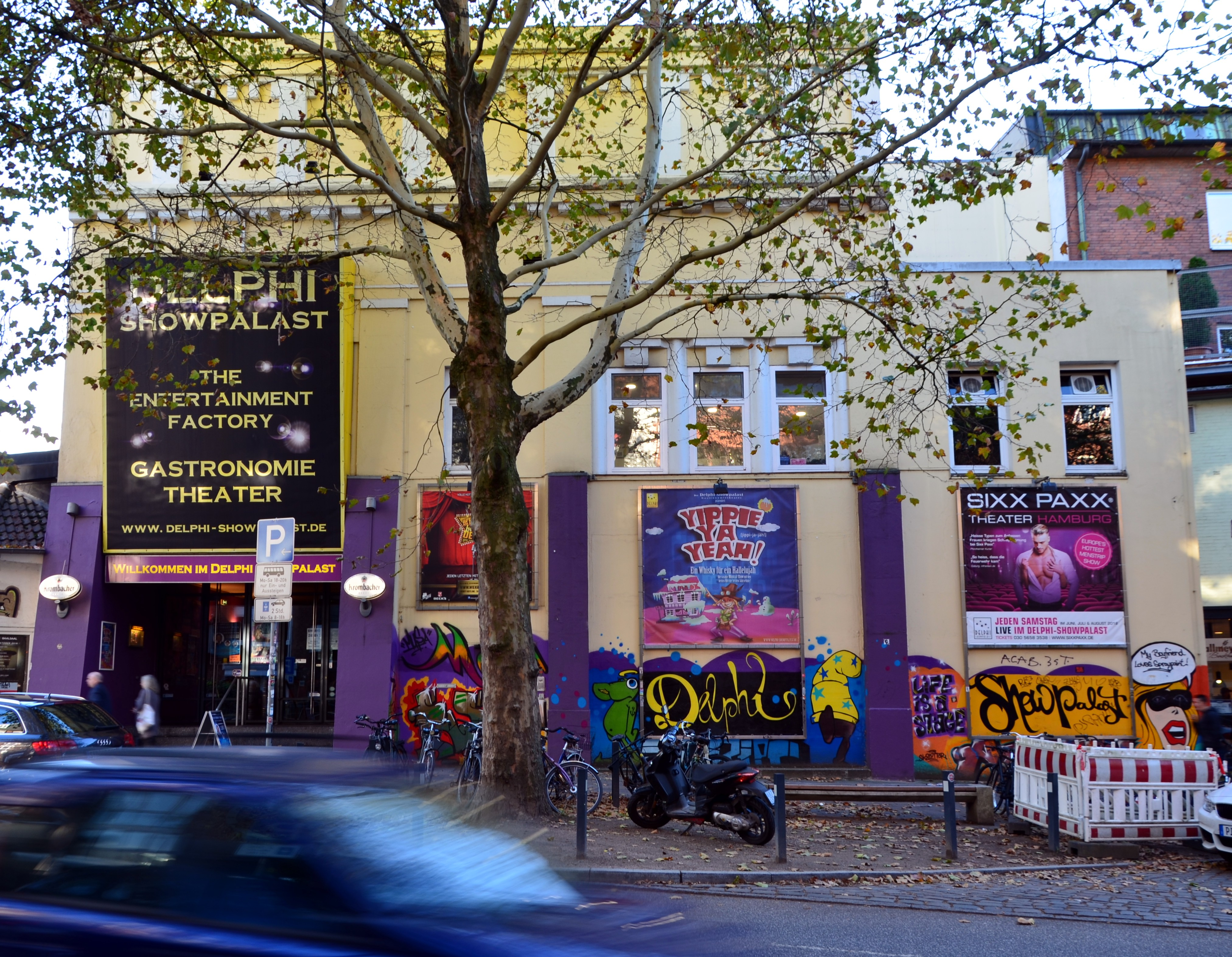
Delphi Showpalast Oktober 2018

Der Delphi Showpalast ist ein Show- und Gastronomietheater im Hamburger Stadtteil Eimsbüttel.

## Geschichte

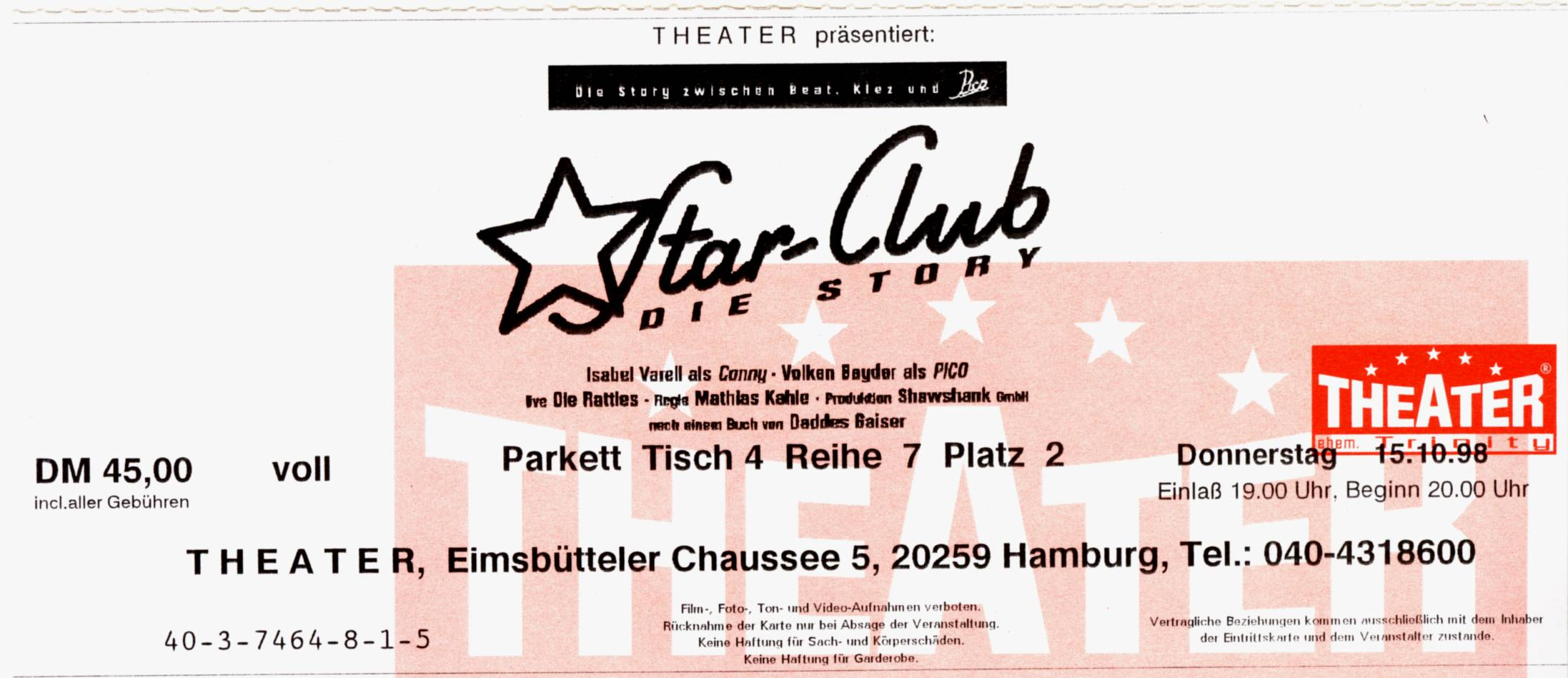
Eintrittskarte für das Star-Club-Musical „Pico“ im Theater, ehem. Trinity

In dem Gebäude des Delphi Showpalasts befand sich bis 1958 ein Kino, dann von 1960 bis 1977 das Tanzlokal „Kaisersaal“.
Von 1978 bis 1986 beherbergte es die dem New Yorker Studio 54 nachempfundene Nobel-Diskothek „Trinity“, in der auch Live-Konzerte von z. B. Depeche Mode, Gloria Gaynor, Level 42 oder Shakatak stattfanden. Zwischen 1986 und 1992 wurde die Diskothek immer mal wieder unter verschiedenen Betreibern und Namen („Off-Line Musichall“, „Base“, wieder „Trinity“) geöffnet.
Seit 1993 wird es in der heutigen Form zunächst unter wechselnden Namen („Delphi“, „Theater“) und seit dem Jahr 2000 als „Delphi Showpalast“ betrieben.
Am 10. April 1997 spielten The Rattles bei der Premiere des Star-Club-Musicals „Pico“ im damaligen Delphi-Theater als Hausband. Danach wurde das Musical überarbeitet und lief bis 1999 im dann Theater genannten Gebäude in über 300 Vorführungen, bei denen ebenfalls die Rattles spielten.

## Event-Theater
Heute finden im Delphi Showpalast als Kombination aus Essen, Trinken und Unterhaltung Shows und Musicals, Konzerte, Lesungen und Firmenfeiern statt. Nach behördlichen Auflagen wurde die Kapazität von ca. 1000 Leuten aus Trinity-Zeiten reduziert auf heute 300 Besucher an Tischen und Stühlen und weiteren 140 auf den oberen Rängen.